# Mir Jalal Pashayev
Mir Jalal Pashayev (en azerí: Mir Cəlal Əli oğlu Paşayev; 1908 — 1978) fue un escritor azerbaiyano, científico literario, profesor, Merecida figura de ciencias de RSS de Azerbaiyán (1969), crítico literario, doctor de ciencias y letras (1947).

## Biografía

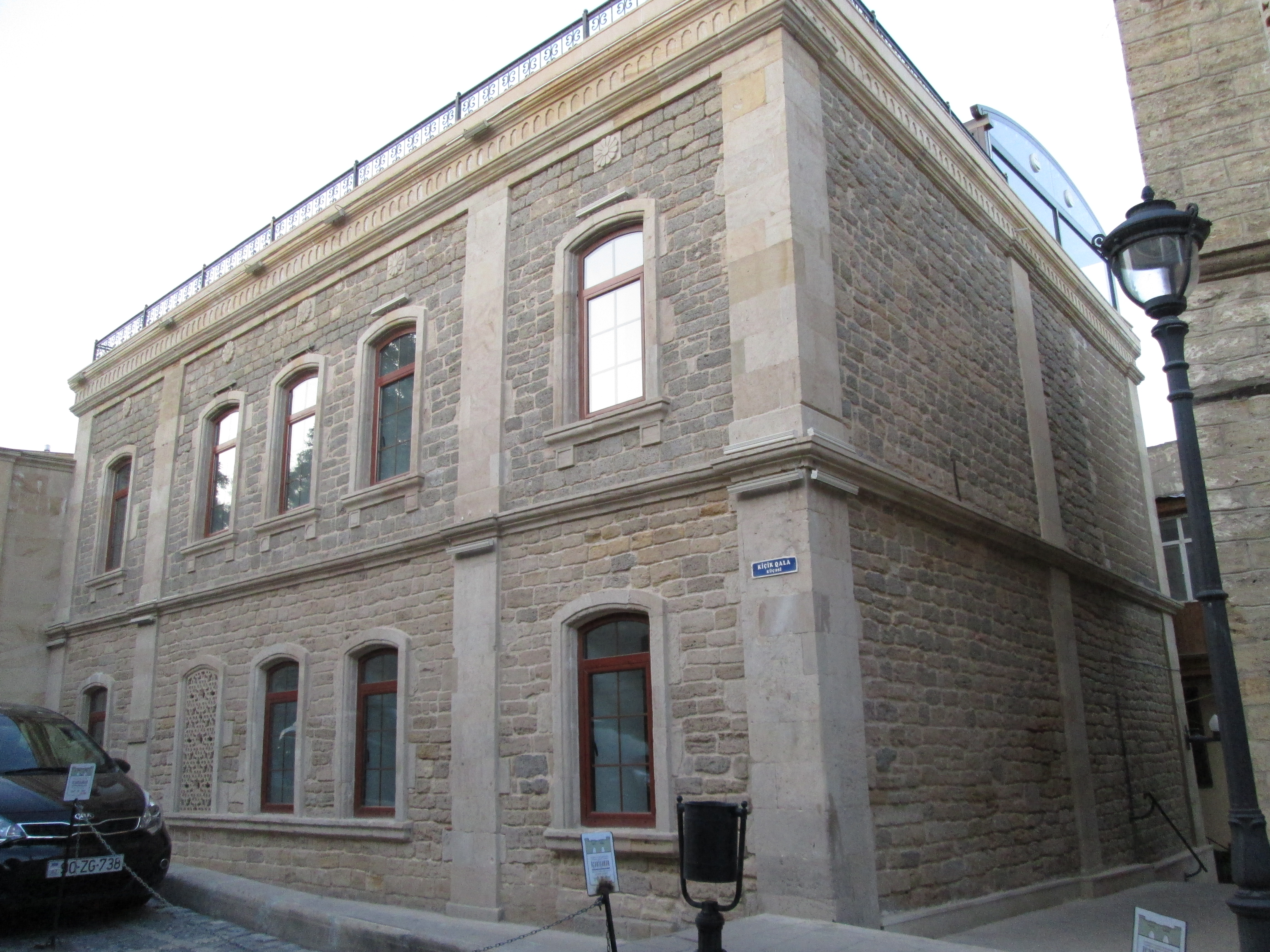
Casa, donde vivió Mir Jalal Pashayev entre los años de 1920-1940

Mir Jalal Pashayev nació en el año de 1908 cerca de Ardebil en una familia campesina. Más tarde la familia se mudó a Ganyá. Su padre se murió en 1918. En los años de 1918-1919 Mir Jalal recibió la enseñanza primaria. En 1923 él ingresó en la escuela técnica pedagógica en Ganyá y se graduó en 1928. Enseñó en las escuelas de Ganyá y Karabakh un tiempo.
En el año de 1930 ingresó a la facultad literaria del Instituto Oriental Pedagógico de la ciudad Kazán. A partir del año 1933  trabajó en el ámbito de la educación como profesor en la Universidad estatal de Azerbaiyán (actualmente Eniversidad estatal de Bakú). 
En los años entre 1920 — 1940 vivió en la Ciudad Vieja de Bakú.
Se convirtió en doctor de ciencias y letras en 1947, profesor en 1948 y recibió el título de Merecida figura de ciencias de la RSS de Azerbaiyán en 1969. 
Mir Jalal Pashayev fue enterrado en Bakú, en el Callejón de Honor.

### Familia
- Mujer: Aida Imanguliyeva ( primera mujer Arabista doctora en ciencias en Azerbaiyán)
- Hijo: Arif Pashayev (rector de la Academia Nacional de Aviación de Azerbaiyán)

## Actividad

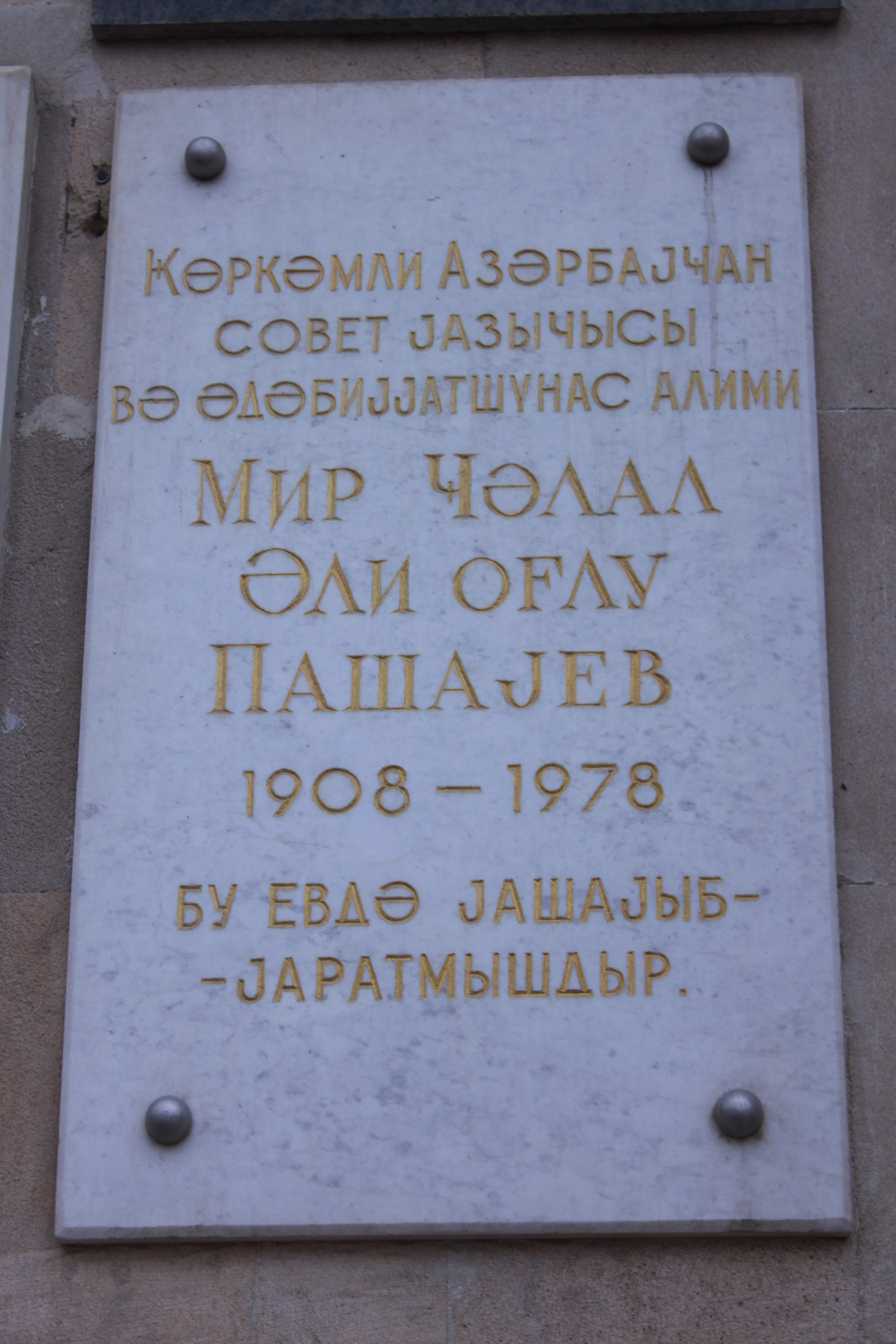
Casa-museo en Bakú

Mir Jalal Pashayev es autor de alrededor de 50 obras literarias, más de 500 artículos u otros doctrinas.

## Órdenes, medallas y premios
- Orden de la Revolución de Octubre
- Orden de la Bandera Roja del Trabajo
- Orden de la Insignia de Honor
- Medalla por la Defensa del Cáucaso
- Medalla al mérito durante la grande guerra patriótica del 1941-1945
- Premio de Komsomol

## Memoria
En 2007 en Ganyá comenzó funcionar la casa-museo de Mir Jalal Pashayev. Además, una escuela en Ganyá lleva el nombre del escritor. 
También un buque granelero lleva el nombre de Mir Jalal Pashayev. 
Desde 2017 en Bakú funciona el Museo de literato en la casa en la Ciudad Vieja, donde vivió Mir Jalal Pashayev entre los años de 1920-1940.
En Bakú una calle lleva el nombre de Mir Jalal y en Ganyá una otra - de Mir Jalal Pashayev.